# Gegenwind
Als Gegenwind werden Luftbewegungen bzw. Winde bezeichnet, die gegen die Bewegungsrichtung eines Objekts gerichtet sind. Ein scheinbarer Gegenwind entsteht als Fahrtwind auch bei ruhender Luft durch die Bewegung des Objekts selbst. Im übertragenen Sinne sind mit Gegenwind auch Bestrebungen mit unterschiedlicher Zielrichtung, die gegen das eigene Wollen gerichtet sind, gemeint. 

## Bedeutung
Gegenwind ist für Verkehrsmittel eher nachteilig, weil er durch den Luftwiderstand die Fahrtgeschwindigkeit vermindert. Segelschiffe nutzen aber die Gegenströmung der Luft auch zum Vortrieb.
Bei Flugzeugen ist eine spezielle Situation gegeben. Im Fluge ist Gegenwind hinderlich, da er die tatsächliche Geschwindigkeit über Grund (engl. ground speed, GS) herabsetzt – die Reisezeit erhöht sich somit. Dabei verändert sich die wahre Fluggeschwindigkeit (engl. true airspeed, TAS) nicht. 
Beim Start und der Landung ist Gegenwind allerdings hilfreich: Die Start- und Landerollstrecke wird verkürzt; denn das Flugzeug verfügt bereits im Stillstand über ein wenig Auftrieb. Daher erfolgen Starts und Landungen, wenn es vom Flugplatzbetrieb her möglich ist, immer gegen den Wind. Ab 5 Knoten (≈ 9 km/h) Rückenwind wird üblicherweise die Start-/Landerichtung auf den Pisten gewechselt.
Rückenwind ist demgegenüber im Reiseflug nützlich, aber bei Starts und Landungen hinderlich: Start- und Landerollstrecken verlängern sich, da das Flugzeug mit höherer ground speed abheben bzw. landen muss.

## Mathematische Beschreibung
Die Luftwiderstandskraft nimmt quadratisch mit der relativen Geschwindigkeit durch die umgebende Luft zu. Ein  bei Windstille mit 20 km/h fahrender Radfahrer hat die vierfache Luftwiderstandskraft zu überwinden wie ein bei 10 km/h fahrender Radfahrer. 
Mit zunehmender Geschwindigkeit wird der Luftwiderstand daher schnell höher als der Rollwiderstand.

## Berücksichtigung bei der Navigation
In der modernen Luftfahrt wird der voraussichtliche Gegen- und Seitenwind aus der relativen Lage der Flugroute zu den unterwegs anzutreffenden Hoch- und Tiefdruckgebieten berechnet – siehe Minimum Time Route und Single Heading Flight. Damit lassen sich der Treibstoff-Verbrauch und die Abdrift berücksichtigen.
Die Windverhältnisse sind letztlich der Grund, warum die Besatzungen den Treibstoffbedarf nicht nach Flugstrecke, sondern nach voraussichtlicher Flugzeit berechnen.